# Торфинн Турф-Эйнарссон
Торфинн Турф-Эйнарссон или Торфинн Раскалыватель Черепов (Þorfinnr hausakljúfr) (ум. ок. 963) — ярл Оркнейских островов (ок. 910 — ок. 963), младший сын Турфа-Эйнара Рёгнвальдссона (ум. ок. 910). брат и соправитель Арнкеля и Эрленда.

## Биография

### Правление
После смерти своего отца Турфа-Эйнара братья Арнкель, Эрленд и Торфинн стали совместно править Оркнейскими островами. В 934 году норвежский король Эйрик I Кровавая Секира был изгнан из Норвегии и вместе с семьей и своими сторонниками бежал на запад. Вначале он высадился на Оркнейских островах, где собрал большое войско, с которым совершал набеги на побережье Шотландии и Северной Англии. Сыновья Турф-Эйнара вынуждены были подчиниться и признали свою вассальную зависимость от Эйрика Кровавая Секира.
В 954 году оркнейские ярлы Арнкель и Эрленд участвовали в военной кампании Эйрика I Кровавая Секира на Англию, во время которого погибли. После гибели старших братьев Торфинн Турф-Эйнарссон стал самостоятельно управлять Оркнейскими островами.
После гибели Эйрика I Кровавой Секиры его вдова Гуннхильд с сыновьями и большой дружиной бежала из Нортумбрии на северные острова. Сыновья Эйрика подчинили себе Оркнейские и Шетландские острова, заставив местное население платить им дань. Сыновья Эйрика зиму проводили на островах, а летом совершали набеги на Шотландию и Ирландию. Рагнхильд, дочь Эйрика Кровавой Секиры и Гуннхильд, стала женой Арнфинна Торфиннссона, старшего сына оркнейского ярла Торфинна.
Позднее Гуннхильд с семьей отправилась в Норвегию, где старший из её сыновей, Харальд Серая Шкура, после гибели Хакона Доброго занял вакантный королевский престол. В более поздние годы правления Торфинна сыновья Эйрика Кровавой Секиры бежали из Норвегии и вернулись на Оркнейские острова, где они притесняли местных жителей.

### Смерть и потомки
Около 963 года ярл Торфинн скончался в глубокой старости. Он был похоронен в могильном кургане на острове Саут-Роналдсей. Согласно «Саге об Олаве Святом», Торфинн был женат на Грелёд, дочери шотландского ярла Дунгада из Катанеса (Кейтнесса) и Гроа, дочери Торстейна Рыжего. У Торфинна и Грелёд было пять сыновей (Арнфинн, Хавард, Льот, Хлодвир и Скули) и две дочери.
Согласно «Саге об Олаве Святом» после смерти оркнейского ярла Торфинна Турфа-Эйнарссона ему наследовали его сыновья Арнфинн, Хавард, Льот и Хлодир.
По данным «Саги об оркнейцах», Рагнхильд, дочь норвежского конунга Эйрика Кровавой Секиры, организовала заговор против своего мужа, оркнейского ярла Арнфинна Торфиннссона, который погиб в Мюррколе (Кейтнесс). Рагнхильд вышла замуж за его брата Хаварда. Вскоре она вступила в сговор с Эйнаром, племянником ярла Хаварда. Они договорились, что если Эйнар убьёт Хаварда, то Рагнхильд выйдет за него замуж. В Стейнснесе на острове Хроссей Эйнар напал на Хаварда Торфиннссона и убил его. После этого Рагнхильд отказалась выходить за него замуж и объявила, что все ложь, и она не заключала с ним никаких договоров. Рагнхильд встретилась с другим Эйнаром по прозвищу Рот, сыном другой сестры Хаварда. Она предложила ему отомстить за своего дядю Хаварда и обещала помочь в борьбе за титул ярла. Эйнар Рот убил своего двоюродного брата и тезку Эйнара. Однако Рагнхильд и его предала, она вышла замуж за Льота Торфиннссона, который стал править ярлством. Тогда Эйнар Рот стал собирать войско для борьбы за власть над островами. Ярл Льот напал на Эйнара и убил его.
Вскоре Скули Торфиннссон, брат ярла Льота, выехал в Шотландию, где получил от шотландского короля титул ярла. Он прибыл в Кейтнесс, собрал войско и отплыл на Оркнейские острова, чтобы отнять власть у своего брата. В битве ярл Льот одержал победу над своим братом. Скули бежал в Кейтнесс, а затем вглубь Шотландии. Льот Торфиннссон стал его преследовать и прибыл в Кейтнесс, где собрал новое войско. Позднее Скули вернулся в Кейтнесс с большим войском, которое ему предоставили король Шотландии и ярл Магбьёд. В новом сражении в долине при Кейтнессе ярл Льот разгромил шотландское войско. В этой битве его соперник и брат Скули Торфиннссон погиб. Ярл Льот Торфиннссон подчинил своей власти область Кейтнесс, вызвав недовольство шотландцев. В Кейтнесс вторгся ярл Магбьёд с большим войском. В сражении при Скидмёре превосходящие силы шотландцев были разбиты и отступили. После победы ярл Льот был ранен в битве и вернулся на Оркнейские острова, где вскоре скончался.
После смерти Льота его брат Хлодвир Торфиннссон унаследовал титул ярла и власть над островами. Он был женат на Эйдне, дочери ирландского короля Кьярвала (Кербалла мак Дунлайнге). Хлодвиру наследовал его сын Сигурд Хлодвирссон (991—1014).